# Victim to Villain
Victim to Villain è il secondo album in studio della rock band statunitense New Years Day e il loro unico album pubblicato dalla Century Media Records.

## Tracce
1. Do Your Worst – 3:16
2. I'm No Good – 3:45
3. Bloody Mary – 3:13
4. Victims – 3:58
5. Hello Darkness – 3:21
6. Death of the Party – 3:14
7. The Arsonist – 3:24
8. Angel Eyes – 2:57
9. Any Last Words? – 2:50
10. Tombstone – 1:45
11. Last Great Love Story – 3:17

## Formazione
Gruppo
- Ash Costello - voce
- Russell Dixon - batteria
- Anthony Barro - basso, voce secondaria
- Jake Jones - chitarra ritmica
- Nikki Misery - chitarra solista

Altri musicisti
- Chris Motionless - voce in Angel Eyes